# باودریکور
باودریکور (به فرانسوی: Baudricourt) یک کمون (فرانسه) در فرانسه است که در ووژ (فرانسه) واقع شده است. باودریکور ۳٫۴۸ کیلومتر مربع مساحت دارد ۳۰۰ متر بالاتر از سطح دریا واقع شده است.